# 克里斯托夫·贝希曼
克里斯托夫·贝希曼（德語：Christoph Bechmann，1971年11月23日—），德国男子曲棍球运动员。他曾代表德国参加1996年、2000年和2004年夏季奥林匹克运动会曲棍球比赛，其中2004年奥运会获得一枚铜牌。